# Bronisław Drzewiecki
Bronisław Drzewiecki, ps. Borczyk (ur. 23 stycznia 1907 w Kalenicach, zm. 29 lipca 1985) – polski nauczyciel i działacz ludowy, poseł do Krajowej Rady Narodowej (1944–1947), na Sejm Ustawodawczy (1947–1952) oraz na Sejm PRL II, III i IV kadencji (1957–1969). 

## Życiorys
Był synem Jana i Marianny. W 1927 ukończył gimnazjum w Łowiczu, a sześć lat później Wydział Rolniczo-Leśny Uniwersytetu Poznańskiego. Działał w Polskiej Akademii Młodzieży Ludowej oraz Związku Młodzieży Wiejskiej RP „Wici” (w latach 1935–1938 członek zarządu regionu łódzkiego). Od 1933 pracował jako nauczyciel w szkołach ludowych Wielkopolski, pisywał również do prasy chłopskiej.
W 1944 znalazł się w szeregach Stronnictwa Ludowego „Woli Ludu”, zostając członkiem jego Zarządu Głównego i skarbnikiem partii, a także posłem do Krajowej Rady Narodowej. Był również wiceprzewodniczącym warszawskiej Wojewódzkiej Rady Narodowej. We wrześniu 1944 SL przekształciło się w Stronnictwo Ludowe, którego był wiceprezesem od marca 1945 do września tegoż roku (od maja stojąc jednocześnie na czele Klubu Posłów Ludowych), gdy wraz z częścią działaczy partii (na czele z jej prezesem Stanisławem Bańczykiem) przeszedł do Polskiego Stronnictwa Ludowego. Został w styczniu 1946 członkiem Rady Naczelnej partii. W czerwcu tego samego roku znalazł się w grupie rozłamowej, która utworzyła PSL „Nowe Wyzwolenie”. Został wiceprezesem i jednocześnie sekretarzem naczelnym tej partii, funkcję wiceprezesa pełnił do października 1946. W 1947 uzyskał mandat posła na Sejm Ustawodawczy. 17 lutego tego samego roku został prezesem PSL „Nowe Wyzwolenie”, które 13 listopada 1947 wprowadził do SL; był także przewodniczącym Klubu Poselskiego partii. W listopadzie 1949, w wyniku połączenia SL z PSL, został członkiem Zjednoczonego Stronnictwa Ludowego. W marcu 1951 został pozbawiony immunitetu poselskiego, po czym do 1953 był więziony (formalnie był posłem do końca kadencji w 1952). 27 października 1956 został zrehabilitowany i przywrócony w prawach członka ZSL. Od grudnia tego samego roku do listopada 1964 zasiadał w Naczelnym Komitecie partii, do listopada 1959 pełniąc funkcję sekretarza. W latach 1957–1969 zasiadał w Sejmie PRL II, III i IV kadencji, w czasie II kadencji (1957–1961) pełnił obowiązki wiceprezesa Klubu Poselskiego ZSL. Od marca 1957 do września 1959 był prezesem Głównego Komitetu Organizacyjnego Kółek i Organizacji Rolniczych. Od listopada 1964 do kwietnia 1973 zasiadał w Głównej Komisji Rewizyjnej ZSL.
Odznaczony Krzyżem Komandorskim Orderu Odrodzenia Polski. W grudniu 1983 wyróżniony Pamiątkowym Medalem z okazji 40 rocznicy powstania Krajowej Rady Narodowej (1983).
Pochowany na cmentarzu parafialnym w Pszczonowie.